# 모디파이
모디파이는 네이버에서 임달영/ 이수현 작가가 2013년 12월부터 연재하고 있는 일요일 웹툰으로 R.C레이서들의 이야기를 다루는 국내 최초 본격 R.C 웹툰이다. 하지만 현재 무한 휴재중으로 욕을 엄청나게 많이 먹고있는 상태 정말 노답인듯 하다 2019년 2월28일 5년 동안 휴재중이다